# Erik Piispa
Erik Piispa est un karatéka finlandais surtout connu pour avoir remporté une médaille de bronze en kumite individuel masculin moins de 65 kilos aux championnats du monde de karaté 1986 à Sydney, en Australie.

## Résultats
| Résultat           | Date | Épreuve                   | Catégorie | Compétition                | Ville hôte           |
| ------------------ | ---- | ------------------------- | --------- | -------------------------- | -------------------- |
| Médaille de bronze | 1986 | Kumite individuel - 65 kg | Seniors   | Championnats du monde 1986 | Sydney, en Australie |